# Евсевий (консул 347 г.)
Вижте пояснителната страница за други личности с името Евсевий.
Флавий Евсевий или Евсебий (на латински: Flavius Eusebius) е политик на Римската империя през IV век.
Роден е вероятно в Солун в провинция Македония в нишо семейство и влиза във войската.
През 347 г. той е magister equitum et peditum, това означава като magister militum отговаря за конницата и за инфантерията. Вероятно служи при Констанций II, който по това време е император на Изтока на империята. През 347 г. той е консул заедно с Вулкаций Руфин. Той е първият от фамилията си, на когото се дава тази чест.
Евсебий е вероятно баща на Хипаций и на Евсевий, които заедно са консули през 359 г. Дъщеря му Евсевия се омъжва за император Констанций II. При сватбата през зимата 352/353 г. Евсевий e вече умрял.